# Weibull-eloszlás
A valószínűségszámítás elméletében és a statisztika területén a Weibull-eloszlás egy folytonos valószínűség-eloszlás.
Ezt az eloszlást Waloddi Weibullról nevezték el, aki 1951-ben írta le részletesen.
Az eloszlást Maurice Fréchet (1927) fedezte fel, és 1933-ban alkalmazták először granulált részecskék (granulátumok) eloszlására.

## Meghatározás
A Weibull x valószínűségi változó valószínűség-sűrűségfüggvénye:
{\displaystyle f(x;\lambda ,k)={\begin{cases}{\frac {k}{\lambda }}\left({\frac {x}{\lambda }}\right)^{k-1}e^{-(x/\lambda )^{k}}&x\geq 0,\\0&x<0,\end{cases}}}
ahol k > 0 az alakparaméter és λ > 0 a skálaparaméter.
A komplementer kumulatív eloszlásfüggvénye a nyújtott exponenciális függvény.
A Weibull-eloszlás több más valószínűségi eloszlással is kapcsolatos, különösen az exponenciális eloszlással (k = 1), és a Rayleigh-eloszlással (k = 2). A Weibull-eloszlás ez utóbbi kettő közötti interpolációjának tekinthető.
Ha x az az érték, mely a meghibásodásig eltelt időt jelzi, akkor a Weibull-eloszlás az idővel arányos meghibásodási gyakoriságot jelzi.
A k alakparaméter értelmezése a következő:
- k<1 azt jelenti, hogy a meghibásodási gyakoriság idővel csökken. Ez akkor fordul elő, ha a kezdeti meghibásodás jelentős, és idővel ezért csökken a meghibásodás, mert a potenciálisan hibás elemek már kiestek a rendszerből.
- k=1 esetén a meghibásodási gyakoriság időben állandó. Ez azt jelenti, hogy a hibákat véletlenszerű külső események okozzák.
- k>1 azt jelzi, hogy a meghibásodási gyakoriság időben növekszik. Ez akkor fordulhat elő, amikor a vizsgálat tárgya az öregedési tartományba kerül, a rendszer alkotóelemei az elöregedés, és az elhasználódás miatt egyre gyakrabban hibásodnak meg.

Az anyagtudományok területén a k alakparaméter Weibull-modulusként ismert.

## Tulajdonságok

### Sűrűségfüggvény

Valószínűség-sűrűségfüggvény (2 paraméteres)

Kumulatíveloszlás-függvény (2 paraméteres)

A Weibull-eloszlás sűrűségfüggvénye drasztikusan változik a k értéktől függően.
0 < k < 1 tartományban a sűrűségfüggvény ∞ felé tart, ha x tart a zéróhoz.
k = 1 esetében a sűrűségfüggvény az 1/λ felé tart, amikor x közelít a zéróhoz.
k > 1 esetén a sűrűségfüggvény zéróhoz tart, ha x zéróhoz tart, és monoton nő a maximumig, majd csökkenni kezd.
Érdemes megjegyezni, hogy a sűrűségfüggvény negatív meredekségű x=0-nál, ha 0 < k < 1; monoton pozitív meredekségű x= 0-nál, ha 1 < k < 2, és lapos x= 0-nál, ha k > 2.
k= 2 esetén a sűrűség monoton pozitív meredekségű x=0-nál.
Ha k tart a végtelenbe, a Weibull-eloszlás a Dirac delta eloszláshoz konvergál x= λ középértékkel.

### Eloszlásfüggvény
A Weibull-eloszlás kumulatív eloszlásfüggvénye:
{\displaystyle F(x;k,\lambda )=1-e^{-(x/\lambda )^{k}}\,}
x ≥ 0, és F(x; k; λ) = 0 x < 0 esetén.
A meghibásodási gyakoriság h (vagy hazárd ráta):
{\displaystyle h(x;k,\lambda )=e^{-\left({x \over \lambda }\right)^{k}}{k \over \lambda }\left({x \over \lambda }\right)^{k-1}.}

### Momentumok
A Weibull-eloszlású valószínűségi változók logaritmusának a momentum-generáló függvénye:
{\displaystyle E\left[e^{t\log X}\right]=\lambda ^{t}\Gamma \left({\frac {t}{k}}+1\right)}
ahol {\displaystyle \Gamma } a gamma-függvény.
Hasonlóan a log X karakterisztikus függvénye:
{\displaystyle E\left[e^{it\log X}\right]=\lambda ^{it}\Gamma \left({\frac {it}{k}}+1\right).}
Az X n-edik nyers momentuma:
{\displaystyle m_{n}=\lambda ^{n}\Gamma \left(1+{\frac {n}{k}}\right).}
Egy Weibull valószínűségi változó középértéke és szórásnégyzete:
{\displaystyle \mathrm {E} (X)=\lambda \Gamma \left(1+{\frac {1}{k}}\right)\,}
és
{\displaystyle {\textrm {var}}(X)=\lambda ^{2}\left[\Gamma \left(1+{\frac {2}{k}}\right)-\Gamma ^{2}\left(1+{\frac {1}{k}}\right)\right]\,.}
A ferdeség:
{\displaystyle \gamma _{1}={\frac {\Gamma \left(1+{\frac {3}{k}}\right)\lambda ^{3}-3\mu \sigma ^{2}-\mu ^{3}}{\sigma ^{3}}}}
ahol {\displaystyle \mu } a középérték és {\displaystyle \sigma } a szórás.
A többletlapultság:
{\displaystyle \gamma _{2}={\frac {-6\Gamma _{1}^{4}+12\Gamma _{1}^{2}\Gamma _{2}-3\Gamma _{2}^{2}-4\Gamma _{1}\Gamma _{3}+\Gamma _{4}}{[\Gamma _{2}-\Gamma _{1}^{2}]^{2}}}}
ahol {\displaystyle \Gamma _{i}=\Gamma (1+i/k)}.
A lapultság még kifejezhető így is:
{\displaystyle \gamma _{2}={\frac {\lambda ^{4}\Gamma (1+{\frac {4}{k}})-4\gamma _{1}\sigma ^{3}\mu -6\mu ^{2}\sigma ^{2}-\mu ^{4}}{\sigma ^{4}}}-3}

### Momentum-generáló függvény
Számos kifejezés ismert a X momentum-generáló függvényre:
sorozatként:
{\displaystyle E\left[e^{tX}\right]=\sum _{n=0}^{\infty }{\frac {t^{n}\lambda ^{n}}{n!}}\Gamma \left(1+{\frac {n}{k}}\right).}
Integrálként:
{\displaystyle E\left[e^{tX}\right]=\int _{0}^{\infty }e^{tx}{\frac {k}{\lambda }}\left({\frac {x}{\lambda }}\right)^{k-1}e^{-(x/\lambda )^{k}}\,dx.}
Ha k racionális szám, k = p/q, ahol p és q egész, akkor ezt az integrál analitikus módon kiértékelhető. Ha t–t helyettesítjük t-vel, akkor:
{\displaystyle E\left[e^{-tX}\right]={\frac {1}{\lambda ^{k}\,t^{k}}}\,{\frac {p^{k}\,{\sqrt {q/p}}}{({\sqrt {2\pi }})^{q+p-2}}}\,G_{p,q}^{\,q,p}\!\left(\left.{\begin{matrix}{\frac {1-k}{p}},{\frac {2-k}{p}},\dots ,{\frac {p-k}{p}}\\{\frac {0}{q}},{\frac {1}{q}},\dots ,{\frac {q-1}{q}}\end{matrix}}\;\right|\,{\frac {p^{p}}{\left(q\,\lambda ^{k}\,t^{k}\right)^{q}}}\right)}
ahol G a Meijer G-függvény.
A karakterisztikus függvény is kiszámítható Muraleedharan és társai által kidolgozott módon.

### Az információ entrópiája
Az információ entrópiája (Shannon-entrópiafüggvény):
{\displaystyle H=\gamma \left(1\!-\!{\frac {1}{k}}\right)+\ln \left({\frac {\lambda }{k}}\right)+1}
ahol {\displaystyle \gamma } az Euler–Mascheroni állandó.

## Weibull-plot
A Weibull-eloszlást vizuálisan a Weibull-plot jelenítheti meg.
A Weibull-plot a tapasztalati kumulatív eloszlásfüggvény megjelenítése.
Egy Q-Q plot-ban speciális tengelyeket használva az {\displaystyle {\hat {F}}(x)} adat ábrázolható. A tengelyek {\displaystyle \ln(-\ln(1-{\hat {F}}(x)))} és {\displaystyle \ln(x)}.
A változók megváltozástatásának az oka a kumulatív eloszlásfüggvény linearizálása:
{\displaystyle {\begin{aligned}F(x)&=1-e^{-(x/\lambda )^{k}}\\-\ln(1-F(x))&=(x/\lambda )^{k}\\\underbrace {\ln(-\ln(1-F(x)))} _{\textrm {'y'}}&=\underbrace {k\ln x} _{\textrm {'mx'}}-\underbrace {k\ln \lambda } _{\textrm {'c'}}\end{aligned}}}
Ha az adat a Weibull-eloszlásból származik, akkor a Weibull-plotban egy közel egyenes vonal várható.
Számos megközelítés létezik arra, amikor a tapasztalati eloszlásfüggvény generálása történik. Az egyik módszer, amikor minden egyes pont függőleges koordinátája a következő összefüggésből származik:
{\displaystyle {\hat {F}}={\frac {i-0.3}{n+0.4}}}
ahol {\displaystyle i} az adat rangsora és {\displaystyle n} az adatpontok száma.
A Weibull-eloszlás paramétereinek kiértékeléséhez a lineáris regresszió módszere is alkalmazható. A gradiens a {\displaystyle k} alak paraméterről ad információt közvetlenül, és a {\displaystyle \lambda } paraméterre is lehet következtetni.

## Alkalmazás
A Weibull-eloszlást a következő területeken alkalmazzák:
- Túlélés-analízis[7]
- Hibananalizis
- Megbízhatósági számítások
- Ipari termelésnél (szállítási idők stb.)
- Időjárás-előrejelzés (szélsebesség-eloszlás)[8]
- Extrémérték-elmélet
- Kommunikációban (radar képek kiértékelésénél, mobil kommunikációban a csatornák áthallás vizsgálatánál)
- Általános (nem élet-) biztosításoknál
- Technológiaváltozásoknál
- Hidrológiában (egynapos esők maximális mennyisége, folyó áradások becslése)
- Granulált részecskék méretének becslésénél

## Kapcsolódó eloszlások
A kiegészített Weibull-eloszlás egy járulékos paramétert tartalmaz.
Ennek a valószínűség-sűrűségfüggvénye:
{\displaystyle f(x;k,\lambda ,\theta )={k \over \lambda }\left({x-\theta  \over \lambda }\right)^{k-1}e^{-({x-\theta  \over \lambda })^{k}}\,}
{\displaystyle x\geq \theta } és f(x; k, λ, θ) = 0 x < θ-re, ahol {\displaystyle k>0} is az alakparaméter, {\displaystyle \lambda >0} a skálaparameter és a {\displaystyle \theta } a helyparaméter. Ha θ=0, akkor ez 2 paraméteres eloszlásra redukálja az eloszlást.
A Weibull-eloszlás úgy is jellemezhető, mint egy X valószínűségi változó eloszlása:
{\displaystyle Y=\left({\frac {X}{\lambda }}\right)^{k}}
mely az exponenciális eloszlás 1 intenzitással.
A Weibull-eloszlás egy interpoláció az exponenciális eloszlás (1/λ intenzitással, ha k = 1) és a Rayleigh-eloszlás között, amikor a Rayleigh eloszlásnál {\displaystyle \sigma =\lambda /{\sqrt {2}}} ha k = 2.
A Weibull-eloszlás jellemezhető az állandó eloszlással is. Ha X eloszlása állandó (0,1),tartományban, akkor a valószínűségi változó {\displaystyle \lambda (-\ln(X))^{1/k}\,} Weibull-eloszlású k és λ paraméterekkel. Ez egy egyszerűen implementálható numerikus sémát ad a Weibull-eloszlás szimulációjára.
A Weibull-eloszlás a három paraméteres hatványozott Weibull-eloszlás egy speciális esete, ahol a járulékos kitevő =1.
A hatványozott Weibull-eloszláshoz tartozik az „unimodális fürdőkádgörbe” és a monoton hiba ráta.
A Weibull-eloszlás az általánosított extrémérték-eloszlás egy speciális esete.
Ebben a kapcsolatban azonosította először Maurice Fréchet 1927-ben a Weibull-eloszlást.
Az ezzel szoros kapcsolatban lévő Fréchet-eloszlás (Fréchet-ről elnevezve), a következő valószínűség sűrűség eloszlással rendelkezik:
{\displaystyle f_{\rm {Frechet}}(x;k,\lambda )={\frac {k}{\lambda }}\left({\frac {x}{\lambda }}\right)^{-1-k}e^{-(x/\lambda )^{-k}}=*f_{\rm {Weibull}}(x;-k,\lambda ).}
A Weibull-eloszlást a 3 paraméteres hatványozott Weibull-eloszlásra is lehet általánosítani. Ez az az eset, amikor a meghibásodási ráta több tényezőtől függ, és időnként nő, máskor meg csökken (lásd: fürdőkádgörbe).
Azt az eloszlást, melyet minimálisan több valószínűségi változó határoz meg, és mindegyiknek különböző Weibull-eloszlása van, azt poli-Weibull-eloszlásnak hívják.